# Agapetes miranda
Agapetes miranda är en ljungväxtart som beskrevs av Airy Shaw. Agapetes miranda ingår i släktet Agapetes och familjen ljungväxter. Inga underarter finns listade i Catalogue of Life.